# Bacina

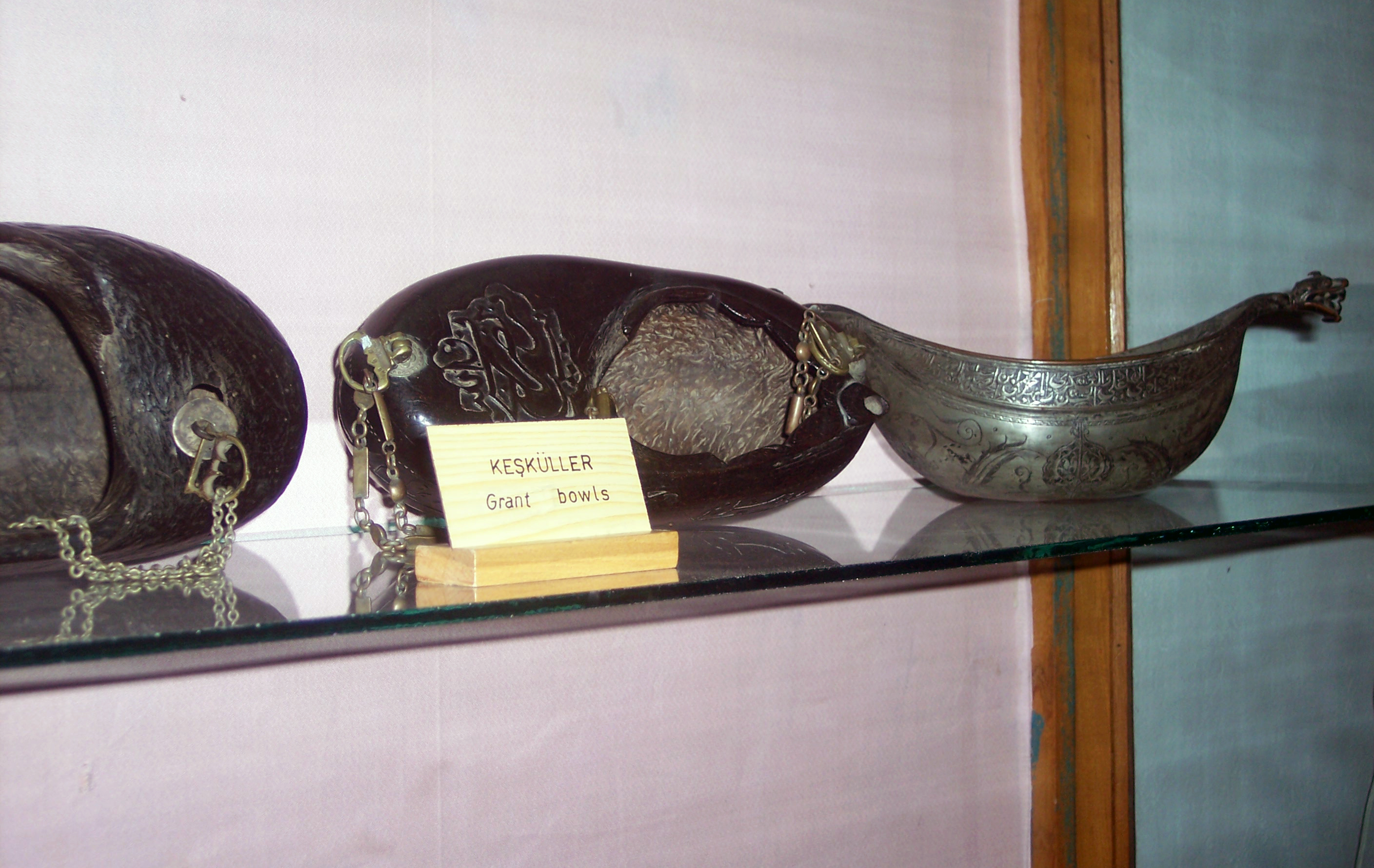
Bacines a un museu de Turquia. Les dues de l'esquerra estan fetes amb la closca del coco de mar (Lodoicea maldivica)

Una bacina, és una safata o bol de metall o altres materials. Segons el tipus de bacina el recipient serveix per a demanar almoina o també per a contenir líquids o altres substàncies. Sovint les bacines tenien usos religiosos o rituals. Les bacines utilitzades a l'església catòlica són generalment de llautó o d'aram i sovint porten decoracions. A l'Antic Testament una bacina es feia servir per recollir la sang dels animals sacrificats. Les bacines anomenades Kapala de certs rituals tàntrics de l'hinduisme i del budisme Vajrayana estan fetes amb un crani humà.